# Yōrō (Gifu)
Yōrō (養老町 Yōrō-chō?) es un pueblo localizado en la prefectura de Gifu, Japón. En octubre de 2019 tenía una población estimada de 27.069 habitantes y una densidad de población de 374 personas por km². Su área total es de 72,29 km².

## Geografía

### Localidades circundantes
- Prefectura de Gifu
  - Kaizu
  - Ōgaki
  - Tarui
  - Wanouchi
- Prefectura de Mie
  - Inabe

## Demografía
Según los datos del censo japonés, esta es la población de Yōrō en los últimos años.
| 1995   | 2000   | 2005   | 2010   | 2015   |
| ------ | ------ | ------ | ------ | ------ |
| 33.694 | 33.256 | 32.550 | 31.332 | 29.029 |